# 松山五分埔福德宮
松山五分埔福德宮全名為台北市松山五分埔福德宮，原名安敦祠，位於台灣台北市虎林街，為主祀福德正神之道教廟宇。始建於清道光廿七年（1847年），經數次洪水侵襲屋漏牆裂，在信徒聚會結合地方眾善男信女，決定聘請名師擇地遷建於虎林街47號之1現址，改為座北朝南，民國52年（1963年）10月初10慶成安座入廟，為台北信義區的傳統建築廟宇，後來並陸續購屋增建。另外，該廟宇的組織型態為管理委員會制，祭典日期則是每年農曆之二月初二、八月十五。